# Symfonie nr. 4 (Alwyn)
William Alwyn componeerde zijn Symfonie nr. 4 in 1959.
Alwyn wilde net als Richard Wagner een cyclus afleveren. Wagner deed dat met zijn opera’s, Alwyn deed dat met zijn eerste vier symfonieën. Hij begin in 1948 met zijn eerste en voltooide zijn vierde dus meer dan tien jaar later. Pas veel later in 1973 volgde nummer vijf, wat ook zijn laatste zou zijn. Alwyn vond het schrijven van een symfonie geen sinecure: Alle symfonieën zijn drama's, drama's van tegenstellingen en gevoelens of ze nou van klassieke of romantische componisten zijn en Het schrijven van een symfonie neemt veel tijd en beslag, maar is als een kathedraal, dat gebouwd is om te blijven bestaan.

## Muziek
Deze vierde symfonie is bedoeld als slot van vier symfonieën, maar er zullen slechts weinig uitvoeringen zijn geweest, van het totale pakket. Dat is geen probleem want de vierde (en de andere) kunnen ook los uitgevoerd worden. Alwyn zei zelf dat de symfonie cyclisch van aard is en derhalve een "gewone" symfonie is. De symfonie begint pianissisimo en komt dan langzaam op stoom met de thema’s die gedurende de gehele symfonie worden bewerkt en uitgewerkt. Er is hang naar de traditionele vorm; er zijn weliswaar maar drie delen, doch in het vierde deel zit het langzame deel verstopt, iets dat vaker voorkomt binnen de Britse symfonieën. Wat wel afwijkt van de traditionele vorm is dat het scherzo van eenzelfde lengte is als de buitendelen, meestal is het scherzo relatief kort. Belangrijke grondtoonsoorten van de symfonie zijn D majeur en Bes majeur, waardoor de indruk ontstaat dat er sprake is van een tonale compositie. Dat is slechts ten delenwaar, Alwyn had zelf een manier van het twaalftoonstelsel; hij deed daarbij niet aan serialisme, maar had het systeem verdeeld in 8 en 4 tonen. Na het vrij bewerkelijke scherzo, volgt in deel drie de uitwerking, waarbij zoals geschreven het er eerst rustig aan toe gaat. De symfonie krijgt dan een kleine opleving om uiteindelijk weg te sterven. Uiteindelijk stroomt de muziek naar een soort coda toe dat Maestoso gespeeld wordt, in Bes majeur staat en als zodanig ook afsluit. Dit korte gedragen gedeelte is niet alleen de afsluiting van deze symfonie, maar dus eigenlijk van de eerste vier symfonieën.

### Delen
1. Maestoso ma con moto - Allegro - A tempo primo
2. Molto vivace - meno mosso, ma con moto - Tempo primo
3. Adagio e molto calmmato - Allegro - Tempo primo - Maestoso

## Eerste uitvoering
De eerste uitvoering van dit overigens in een behoudende stijl geschreven werk vond plaats op de Proms van 26 augustus 1959. Dirigent John Barbirolli leidde daarin het Hallé Orchestra in:
1. Tsjaikovski : Romeo en Julia
2. Tsjaikovski : Suite nr. 3 Thema en variaties
3. Tsjaikovski: Symfonie nr. 5
4. William Alwyn: Symfonie nr. 4

## Orkestratie
De orkestratie is bijna klassiek te noemen:
- 2 dwarsfluiten, 2 hobo’s, 2 klarinetten, 2 fagotten;
- 4 hoorns, 3 trompetten, 2 trombones, 1 tuba
- 1x pauken; geen percussie, harp etc.
- violen, altviolen, celli, contrabassen

## Discografie
- Uitgave Chandos; London Symphony Orchestra o.l.v. Richard Hickox; opname uit Londen 1992
- Uitgave Naxos: Royal Liverpool Philharmonic Orchestra o.l.v. David Lloyd-Jones
- Uitgave Lyrita: London Philharmonic o.l.v. de componist (historische opname)

## Bron
- de Chandos compact disk
- naxos.com